# Into the West (Yulia)
Into the West è il primo album in studio della cantante neozelandese Yulia, pubblicato nel 2004.

## Pubblicazione
A dicembre 2004 l'album è stato ripubblicato in una versione natalizia.

## Tracce
1. Into the West – 4:36
2. Scarborough Fair – 4:20
3. Angel – 3:55
4. The Prayer – 4:02
5. L'hymne à l'amour – 3:24
6. Hoki Hoki Tonu Mai/E Pari Ra – 3:54
7. Softly Whispering I Love You – 3:39
8. I Go to Sleep – 3:11
9. If You Go Away – 4:43
10. One Day I'll Fly Away – 4:04
11. Ombra mai fu – 4:09
12. Russia – 3:48
13. Bailero – 3:30
14. Otchi Tchornia – 2:02

## Classifiche
| Classifica (2004) | Posizione massima |
| ----------------- | ----------------- |
| Nuova Zelanda     | 1                 |